# Kostel Narození svatého Jana Křtitele (Polubný)
Kostel Narození svatého Jana Křtitele v Polubném se hřbitovem leží v místní části obce Kořenov v nadmořské výšce 783 m n. m. Je chráněn jako kulturní památka České republiky.

## Historie

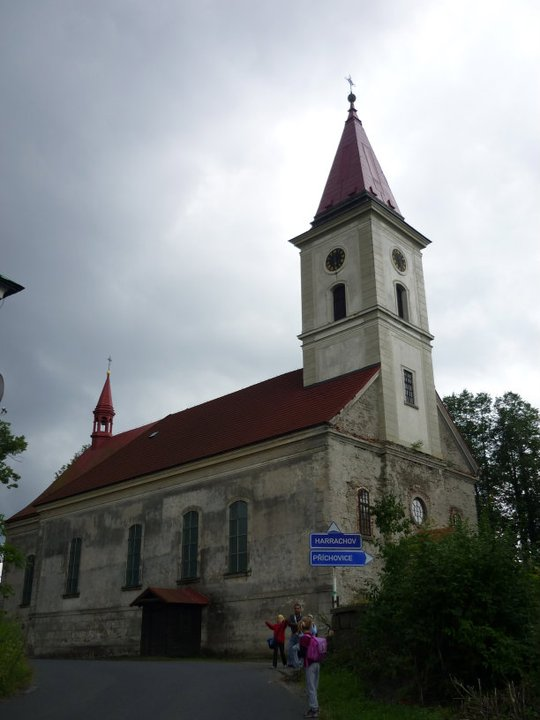
Kostel v Polubném ze silnice

Jedná se o sakrální stavbu postavenou v letech 1789–1793 pod vedením architekta F. Theumerta z Turnova. Upraven byl v roce 1895, kdy byla zvýšena jeho věž.

## Architektura
Kostel je jednolodní, obdélný. Uvnitř má polokruhově, vně trojboce ukončený presbytář. V ose presbytáře se nachází sakristie s předsíní. Západní průčelí je se středním plochým rizalitem, bosovaným nárožím, a je vyvrcholeno věží.
Presbytář i loď mají plochý strop. Kruchta je s konvexně vypnutou střední částí a je podklenuta valenými oblouky.
Zařízení kostela je pseudorománské pocházející z roku 1878. Kazatelna je z období kolem roku 1800 a je na ní reliéf s biblickým vyobrazením Rozsévače. Varhany pocházejí z roku 1888. Prostor hlavní lodi je osvětlován třemi lustry s vachtlovými ověsy. Největší, prostřední lustr, pochází z roku 1842 z dílny jizerskohorského skláře F. Riedla. K zajímavosti patří, že celý prostor kostela má teplovzdušné vytápění.